# 日曜家庭教室
日曜家庭教室（にちようかていきょうしつ）は1958年4月13日から1961年4月2日までNHKテレビ→NHK総合テレビで放送されていたテレビ番組。

## 概要
毎週日曜の朝、家庭にいる小中学生を対象にした教養番組。
「カメラ日記」、「わが家の美術」、「映画で勉強」、「みんなの算数」のコーナーで構成される。

## 放送時間
- 1958年4月 - 1960年3月 日曜09:00-10:00
- 1960年4月 - 1961年4月 日曜09:00-09:40